# Лаура Бао
Лаура Бао (нар. 6 березня 1982) — колишня швейцарська тенісистка.
Найвищу одиночну позицію світового рейтингу — 331 місце досягла 12 липня 1999, парну — 409 місце — 10 травня 1999 року.
Здобула 2 одиночні та 1 парний титул туру ITF.

## Фінали ITF
| Легенда         |
| --------------- |
| Турніри $25,000 |
| Турніри $10,000 |

### Одиночний розряд (2–3)
| Результат | Ранг | Дата              | Турнір                  | Покриття | Суперниця           | Рахунок                 |
| --------- | ---- | ----------------- | ----------------------- | -------- | ------------------- | ----------------------- |
| Поразка   | 1.   | 15 листопада 1998 | ITF Боссонан, Швейцарія | Ґрунт    | Зузана Ондрашкова   | 2–6, 5–7                |
| Поразка   | 2.   | 9 травня 1999     | ITF Верона, Італія      | Ґрунт    | Антоанета Пандєрова | 7–5, 5–7, 5–7           |
| Перемога  | 3.   | 13 червня 1999    | ITF Біль, Швейцарія     | Ґрунт    | Мірейлл Діттманн    | 7–5, 6–4                |
| Поразка   | 4.   | 22 жовтня 2000    | ITF К'єті, Італія       | Ґрунт    | Марія Вольфбрандт   | 5–3, 4–5, 4–2, 4–5, 3–5 |
| Перемога  | 5.   | 14 липня 2002     | ITF Сецце, Італія       | Ґрунт    | Євгенія Савранська  | 6–3, 7–6(4)             |

### Парний розряд (1–4)
| Результат | Ранг | Дата            | Турнір                     | Покриття | Партнерка         | Суперниці                   | Рахунок       |
| --------- | ---- | --------------- | -------------------------- | -------- | ----------------- | --------------------------- | ------------- |
| Поразка   | 1.   | 15 червня 1997  | ITF Боссонан, Швейцарія    | Ґрунт    | Сесілія Шарбонньє | Кім Кілсдонк Йоланда Менс   | 4–6, 2–6      |
| Перемога  | 2.   | 14 червня 1998  | ITF Ленцергайде, Швейцарія | Ґрунт    | Сесілія Шарбонньє | Паула Раседо Емануела Зардо | 6–4, 6–0      |
| Поразка   | 3.   | 21 червня 1998  | ITF Біль, Швейцарія        | Ґрунт    | Саманта Шеффель   | Кірстін Фрає Джін Окада     | 0–6, 7–6, 1–6 |
| Поразка   | 4.   | 14 березня 1999 | ITF Біль, Швейцарія        | Ґрунт    | Марілен Лузі      | Нора Кевеш Драгана Зарич    | 2–6, 2–6      |
| Поразка   | 5.   | 20 червня 1999  | ITF Ленцергайде, Швейцарія | Ґрунт    | Марілен Лузі      | Ванеса Краут Жулі де Ро     | 3–6, 1–6      |